# Saint-Benoît-la-Forêt
Saint-Benoît-la-Forêt é uma comuna francesa na região administrativa do Centro, no departamento Indre-et-Loire. Estende-se por uma área de 35,04 km². Em 2010 a comuna tinha 867 habitantes (densidade: 24,7 hab./km²).